# Zimbabwe nos Jogos Olímpicos de Verão de 2000
O Zimbabwe ou Zimbábue participou dos Jogos Olímpicos de Verão de 2000 em Sydney, Austrália.